# Christina Obergföll
Christina Obergföll (Lahr (Schwarzwald), 22 augustus 1981) is een Duitse voormalige speerwerpster. Ze had van 2005 tot 2008 met 70,20 m het Europees record in handen. Ook nam ze viermaal deel aan de Olympische Spelen en won hierbij een bronzen en een zilveren medaille. In 2013 leverde zij haar beste prestatie door op de wereldkampioenschappen in Moskou de wereldtitel te veroveren.

## Biografie

### Jeugd en olympisch debuut
Christina Obergföll groeide op in Mahlberg en leverde haar eerste sportprestaties bij TUS Mahlberg, waarvan zij lid was van 1987 tot 1996. Sindsdien komt zij uit voor LG Offenburg (Baden-Württemberg); haar trainer is Werner Daniels.
In 2000, 2001 en 2002 werd zij Duits jeugdkampioene. Op de wereldkampioenschappen voor junioren van 2000 in Santago trad ze bij het speerwerpen voor het eerst op in een internationaal toernooi met 50,23 en een achtste plaats. Deze wedstrijd werd door de Tsjechische Jarmila Klimešová gewonnen met 54,82.
In 2004 maakte ze haar olympische debuut op de Olympische Spelen van 2004 in Athene, maar sneuvelde met 60,41 in de kwalificatieronde. In Athene veroverde haar landgenote Steffi Nerius de zilveren medaille.

### Zilver op twee WK's en Europees record
Onverwachts wist Obergföll een jaar later, op de wereldkampioenschappen van 2005 in Helsinki, zelf een zilveren medaille te behalen. In haar tweede poging gooide ze haar speer 70,03 ver, wat tevens een Europees record was. Ze was hiermee de tweede vrouw (naast Osleidys Menéndez) die de speer voorbij de 70 meter wierp. Hierbij liet zij onder meer Steffi Nerius, in Athene nog goed voor zilver, achter zich.
Op 23 juni 2007 verbeterde ze dit Europese record door op een Europacup wedstrijd in München 70,20 te gooien. Op de WK in Osaka, later dat jaar, werd ze met 66,46 opnieuw tweede, ditmaal achter de Tsjechische Barbora Špotáková, die een nationaal record gooide van 67,07.

### Olympisch brons
In 2008 vertegenwoordigde Christina Obergföll Duitsland andermaal op de Olympische Spelen. Op de Spelen in Peking kwam zij nu een heel eind verder dan vier jaar eerder in Athene: met 66,13 veroverde zij het brons. De wedstrijd werd gewonnen door de Tsjechische Barbora Špotáková, die met 71,42 het Europese record verbeterde. In 2016 werd deze medaille opgewaardeerd naar een zilveren medaille vanwege een positieve test van de zilveren medaillewinnares.

### Ups en downs
De na-olympische jaren 2009 en 2010 pakten voor Christina Obergföll wisselend uit. Terwijl zij aan het begin van 2009 beter dan ooit van start ging door bij een (voor speerwerpers zeldzame) indoorwedstrijd de speer naar 68,40, te gooien, waarmee ze zich direct aan de kop van de wereldranglijst nestelde, bleef zij op de WK in eigen huis, Berlijn, later dat jaar, beneden alle verwachtingen door met 64,34 slechts vijfde te worden. Steffi Nerius werd hier kampioene met 67,30.
In 2010 kwam ze op de Europese kampioenschappen in Barcelona weer veel beter uit de verf, door haar speer na 65,58 meter in de grond te prikken, waarmee ze de zilveren medaille veroverde, al zal ze zich van tevoren het goud hebben toegedacht dat alweer door een landgenote, Linda Stahl ditmaal, met 66,81 voor haar neus werd weggekaapt. Bij een andere wedstrijd kwam ze nog tot een afstand van 68,63, de op drie na beste prestatie uit haar loopbaan, maar veel meer dan een derde plaats op de wereldranglijst leverde dat niet op.
Goed was ook haar seizoen 2011, want bij de Duitse kampioenschappen in Kassel werd Christina Obergföll voor de derde keer kampioene met een worp van 68,86, een kampioenschapsrecord. En met vijf overwinningen in de Diamond League 2011-serie, met een verste worp van 69,57 (een meeting record) tijdens de Weltklasse Zürich meeting, trok ze ook hier bij het speerwerpen de eindzege naar zich toe.
Haar grootste wens om wereldkampioene te worden ging echter weer niet in vervulling, want toen het erop aankwam viel ze op de WK in Daegu met een vierde plaats en een verste worp van 65,24 zelfs geheel buiten de prijzen. Tegen het geweld van Maria Abakoemova (eerste met 71,99, een kampioenschapsrecord), Barbora Špotáková (tweede met 71,58, een beste seizoenprestatie) en Sunette Viljoen (derde met 68,38, een Afrikaans record) bleek de Duitse, toen het erop aankwam, niet opgewassen. Jaren later werd de prestatie van de Duitse echter opgewaardeerd naar een derde plaats en dus alsnog naar een bronzen medaille, omdat in 2016 na hertests was vastgesteld, dat de winnende Abakoemova de dopingregels had overtreden en als gevolg daarvan met terugwerkende kracht uit de uitslag werd geschrapt.

### Tweemaal zilver
Nadat zij in juni van 2012 haar vierde achtereenvolgende nationale titel had veroverd, reisde Christina Obergföll naar de grote toernooien af in de verwachting, dat er bij het speerwerpen nu toch weleens een keer goud tussen het eremetaal zou kunnen zitten, liefst op de Olympische Spelen in Londen. Het werd echter tweemaal zilver. Op de EK in Helsinki was het ineens de Oekraïense Vera Rebryk, die haar met een beste worp van 66,96 de pas afsneed (Obergföll, die eerder in 2012 toch al 67,04 had gegooid, kwam dit keer niet verder dan 65,12), terwijl het in Londen Barbora Špotáková was die met 69,55 haar olympische titel uit 2008 met verve verdedigde. Daar kon niemand tegenop, ook Obergföll niet, die op 65,16 was blijven steken. Al was het haar beste prestatie uit drie opeenvolgende Spelen, toch keerde Obergföll niet geheel tevreden naar huis terug.

### Wereldkampioene
In 2013 gebeurde ten slotte, waar Christina Obergföll al jarenlang naar had gestreefd, maar waar zij steeds weer door opeenvolgende tegenstandsters in was gedwarsboomd: het behalen van het allerhoogste platform op het erepodium van een groot toernooi. In de aanloop ernaartoe had zij in de Diamond League 2013–serie bij de eerste vijf wedstrijden waarin ook het speerwerpen op het programma stond, dit onderdeel steeds gewonnen en slechts op de Duitse kampioenschappen had zij flink klop gehad van Linda Stahl (63,70 om 61,74). Eenmaal op de WK in Moskou aangekomen bleek Obergföll echter in een glanzende vorm te steken en met een verste worp van 69,05 was de Duitse voor iedereen te sterk. Na een bronzen en vijf zilveren medailles op verschillende toernooien, verdeeld over een periode van negen jaar, was nu eindelijk het goud voor haar. Het was het hoogtepunt in de carrière van Christina Obergföll.
Op de Olympische Spelen van 2016 in Rio de Janeiro finishte zij als achtste in 62,92.
Obergföll studeerde Sport en Engels aan de universiteit van Freiburg en is sinds september 2013 getrouwd met speerwerper Boris Henry.

## Titels
- Wereldkampioene speerwerpen - 2013
- Duits kampioene speerwerpen - 2007, 2008, 2011, 2012

## Persoonlijk record
| Onderdeel   | Prestatie           | Datum        | Plaats  |
| ----------- | ------------------- | ------------ | ------- |
| speerwerpen | 70,20 m (ex-AR; NR) | 23 juni 2007 | München |

## Palmares

### speerwerpen
Kampioenschappen
- 2000: 8e WJK - 50,23 m
- 2005:  WK - 70,03 m
- 2006: 4e EK - 61,89 m
- 2006: 5e Wereldatletiekfinale - 60,63 m
- 2007:  Duitse kamp. - 66,59 m
- 2007:  WK - 66,46 m
- 2007:  Wereldatletiekfinale - 62,47 m
- 2008:  Duitse kamp. - 62,18 m
- 2008:  OS - 66,13 m (na DQ Maria Abakoemova)
- 2008:  Wereldatletiekfinale - 63,28 m
- 2009:  EK team - 68,59 m
- 2009: 5e WK - 64,34 m
- 2010:  EK - 65,58 m
- 2011:  Duitse kamp. - 68,86 m (CR)
- 2011:  WK - 65,24 m (na DQ Maria Abakoemova)
- 2012:  Duitse kamp. - 65,86 m
- 2012:  EK - 65,12 m
- 2012:  OS - 65,16 m
- 2013:  Duitse kamp. - 61,73 m
- 2013:  WK - 69,05 m
- 2015: 4e WK - 64,61 m
- 2016: 8e OS - 62,92 m

Golden League-podiumplaatsen
- 2004:  ISTAF - 63,34 m
- 2006:  ISTAF - 62,77 m
- 2007:  ISTAF - 64,58 m

Diamond League-overwinningen
- 2010: Weltklasse Zürich - 67,31 m
- 2011:  Eindzege Diamond League
- 2011: Golden Gala - 63,97 m
- 2011: Prefontaine Classic - 65,48 m
- 2011: Adidas Grand Prix - 64,43 m
- 2011: Meeting Areva - 68,01 m
- 2011: London Grand Prix - 66,74
- 2011: Weltklasse Zürich - 69,57 m
- 2013:  Eindzege Diamond League
- 2013: Adidas Grand Prix – 65,33 m
- 2013: Prefontaine Classic – 67,70 m
- 2013: Golden Gala – 66,45 m
- 2013: Meeting Areva – 64,74 m
- 2013: London Grand Prix - 65,61 m

1983 Tiina Lillak ·
1987 Fatima Whitbread ·
1991 Xu Demei ·
1993 Trine Hattestad ·
1995 Natalja Sjykolenko ·
1997 Trine Hattestad ·
1999 Mirela Maniani ·
2001 Osleidys Menéndez ·
2003 Mirela Maniani ·
2005 Osleidys Menéndez ·
2007 Barbora Špotáková ·
2009 Steffi Nerius ·
2011 Barbora Špotáková ·
2013 Christina Obergföll ·
2015 Katharina Molitor ·
2017 Barbora Špotáková ·
2019 Kelsey-Lee Barber ·
2022 Kelsey-Lee Barber ·
2023 Haruka Kitaguchi
- Gemeinsame Normdatei: 1100085181
- World Athletics: 14279102
- Virtual International Authority File: 48146332911918731910